# Courcy (Marne)
Courcy ist eine französische Gemeinde mit 1.262 Einwohnern (Stand: 1. Januar 2022) im Département Marne in der Region Grand Est. Sie gehört zum Arrondissement Reims und ist Mitglied im Gemeindeverband Communauté urbaine du Grand Reims. Die Bewohner werden Courcéens und Courcéennes genannt.
Der Fernwanderweg GR 654 von Gué-d’Hossus nach Saint-Palais durchquert die Gemeinde von Nord nach Süd. Er folgt der Via Lemovicensis, einem der vier Jakobswege in Frankreich.

## Geografie

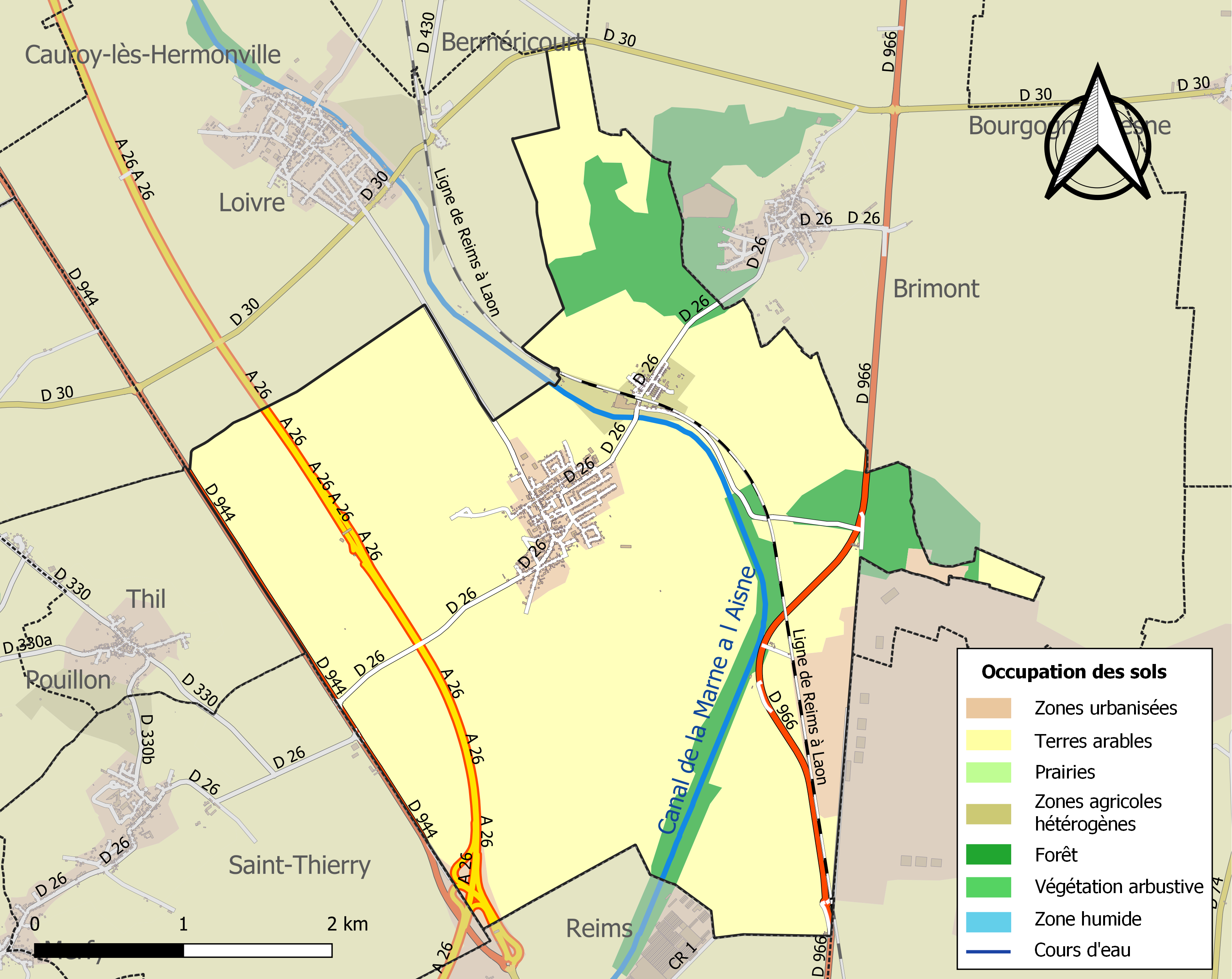
Bodennutzung, Hydrografie und Infrastruktur der Gemeinde (2018)

Courcy liegt etwa 7,5 Kilometer nordnordwestlich von Reims im Norden der historischen Provinz Champagne. Der Canal de l’Aisne à la Marne durchquert das Gemeindegebiet von Nord nach Süd. Das Zentrum liegt auf einer Höhe von etwa 80 m. Im Nordosten steigt das Gelände mit dem Waldgebiet Bois de la Bove nahe des ehemaligen Fort de Brimont auf etwa 160 m an.
Etwa 83 % der Fläche der Gemeinde werden landwirtschaftlich genutzt, etwa 10 % sind bewaldet, insbesondere durch den Anteil am Domänenforst Le Bois Soulains und am Bois de la Bove (Stand: 2018).
Umgeben wird Courcy von den acht Nachbargemeinden:
| Loivre                         | Berméricourt                                | Brimont |
| Villers-Franqueux Thil (Marne) | Kompassrose, die auf Nachbargemeinden zeigt |         |
| Saint-Thierry                  | Reims                                       | Bétheny |

## Bevölkerungsentwicklung

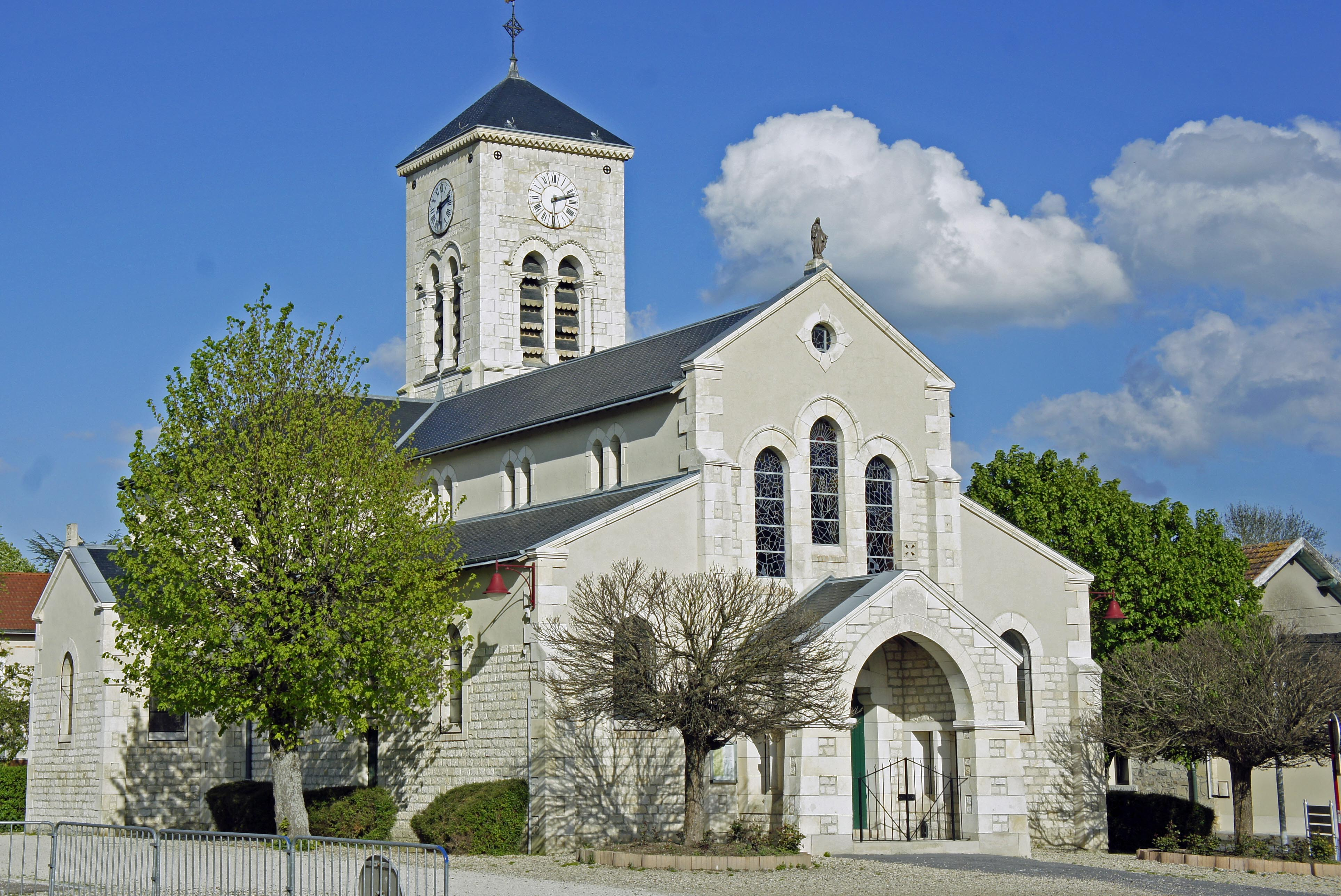
Kirche Saint-Hippolyte-et-Sainte-Thérèse

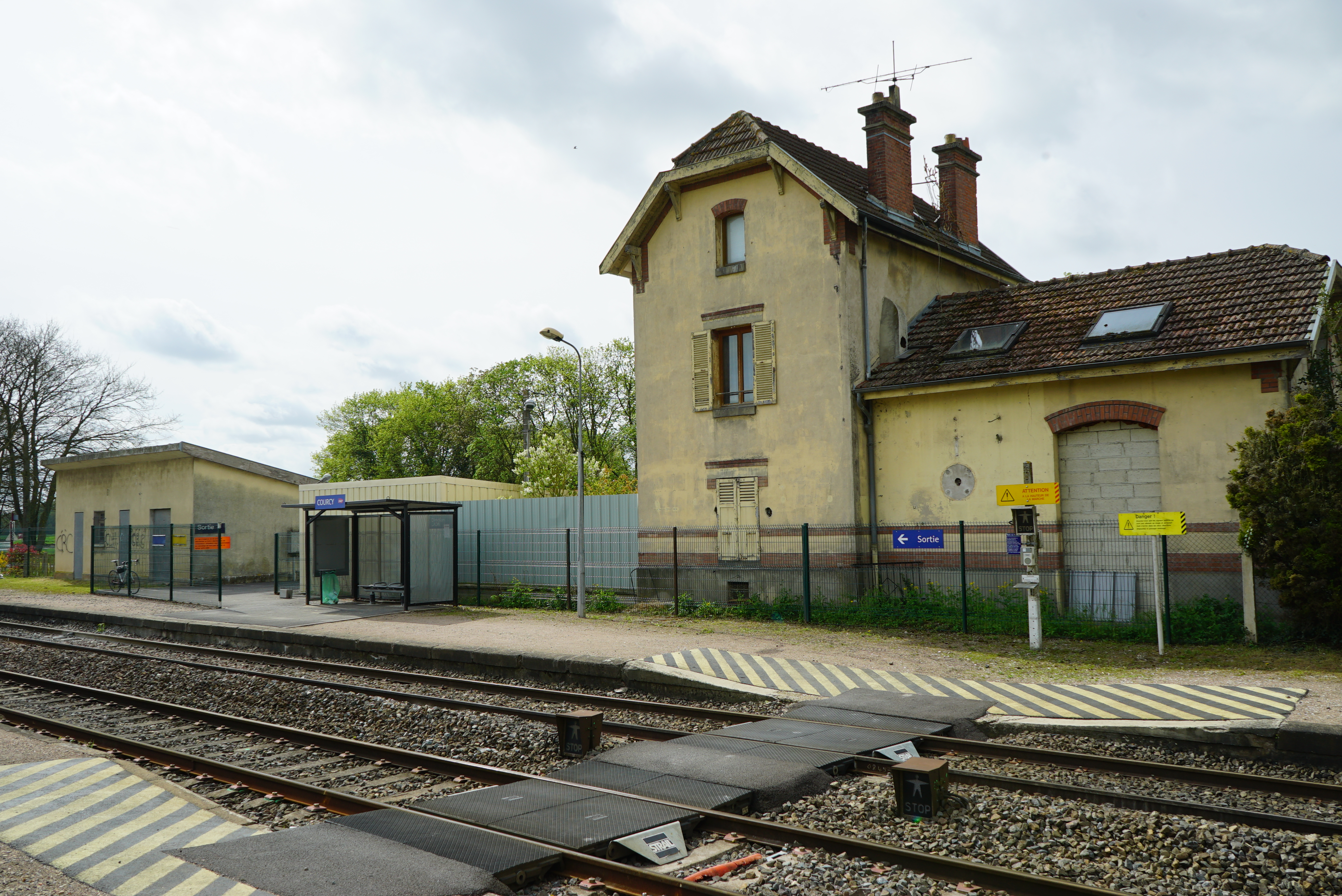
Haltepunkt Courcy-Brimont

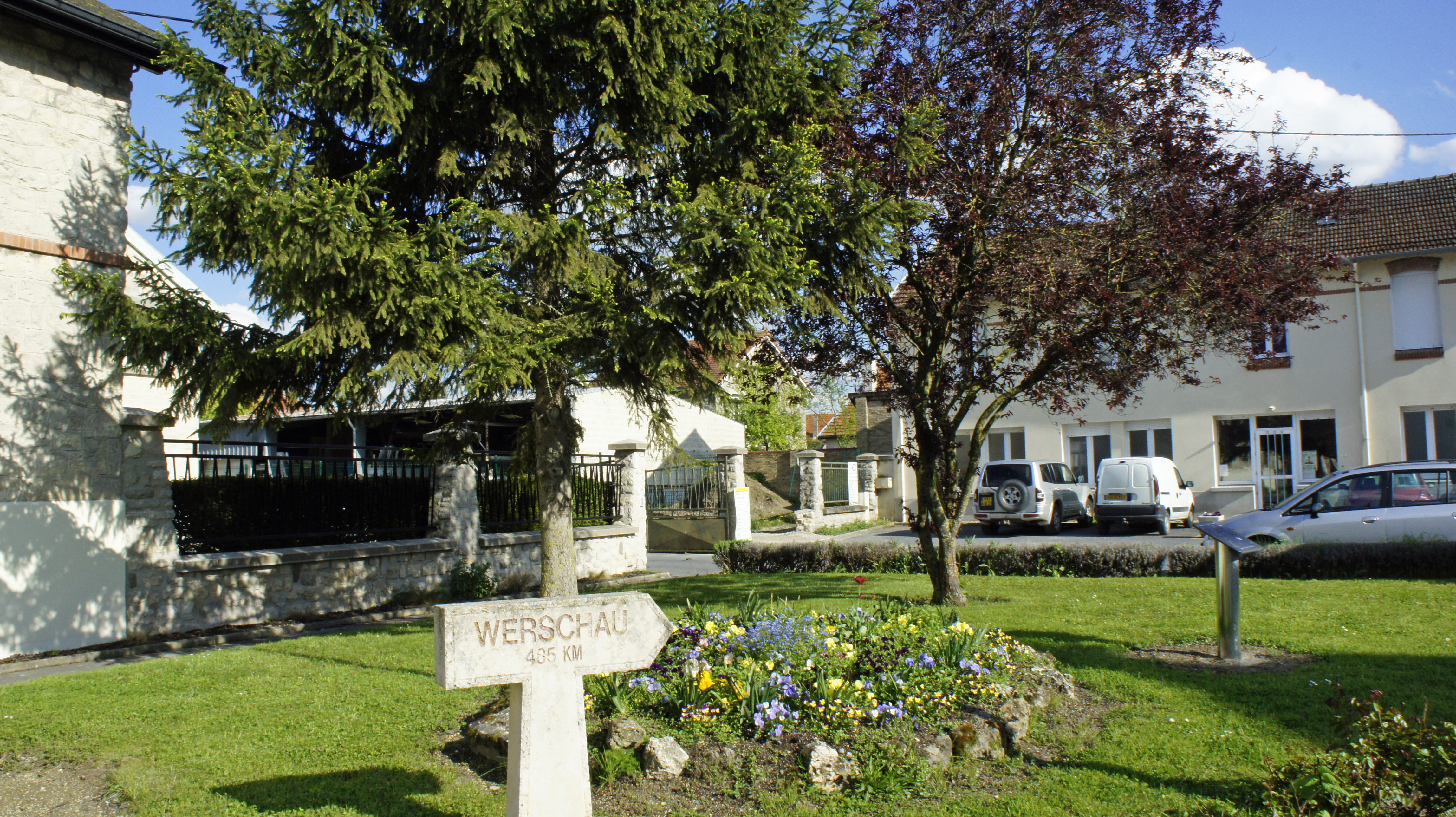

| Jahr                       | 1962 | 1968 | 1975 | 1982 | 1990 | 1999 | 2006 | 2013 | 2020 |
| Einwohner                  | 1272 | 1267 | 870  | 975  | 1187 | 1150 | 1388 | 1116 | 1243 |
| Quellen: Cassini und INSEE |      |      |      |      |      |      |      |      |      |

## Sehenswürdigkeiten
- Kirche Saint-Hippolyte-et-Sainte-Thérèse
- Schloss Roquincourt

## Verkehr
Die Autoroute A 26, genannt „Autoroute des Anglais“, von Calais nach Troyes über Reims durchquert das westliche Gemeindegebiet mit der Anschlussstelle 15 in der Nähe der Grenze zu Reims. Die Departementsstraße D 944, die ehemalige Route nationale 44, von Cambrai nach Vitry-le-François wird an der südwestlichen Gemeindegrenze entlanggeführt. Die Departementsstraße D 966, die ehemalige Route nationale 366, von Vervins nach Reims verläuft von Nord nach Süd entlang der östlichen Gemeindegrenze. Die nachgeordnete D 26 verbindet das Zentrum von Courcy mit Brimont im Nordosten und mit Saint-Thierry im Südwesten.
Die Gemeinde besitzt den Haltepunkt Courcy-Brimont an der Bahnstrecke Reims–Laon, der von Zügen des TER Grand Est bedient wird, die Courcy mit Laon im Norden und mit Reims im Süden verbinden.

## Partnerschaft
Seit 1976 verbindet eine Partnerschaft Courcy mit dem hessischen Werschau.

## Persönlichkeiten
- Jules Hériot de Vroil (1820–1893), französischer Ökonom, bestattet in Courcy